# Samia al-Amoudi
Samia al-Amoudi (ساميه العمودي), född 12 april 1957 i Jidda, är en saudisk professor, läkare inom obstetrik och gynekologi.
al-Amoudi studerade vid Kung Abdulaziz-universitetet, avlade läkarexamen 1981 och blev specialist 1987 inom obstetrik och gynekologi.
al-Amoudi väckte uppmärksamhet i sitt hemland, då hon 2006 berättade öppet om den bröstcancer hon drabbats av och själv diagnostiserat. I Saudiarabien var detta tabu, men al-Amoudi ville genom den egna erfarenheten öka medvetenheten hos kvinnor både Saudiarabien och Mellanöstern för att bättre kunna behandla bröstcancerpatienter. Detta ledde till fortsatt engagemang inom kvinnors hälsa och publika framträdanden i TV.
2007 tilldelades al-Amoudi International Women of Courage Award, och hon har även blivit professor på Kung Abdulaziz-universitetet. Hon har flera gånger funnits med på olika listor över mest inflytelserika araber i världen, bland annat Arabian Business år 2010.
2012 fick hon en plats i Union for International Cancer Control Board of Directors.